# Elmar Mutschlechner
Elmar Mutschlechner (ur. 2 lutego 1969) – włoski biathlonista. Pierwszy sukces osiągnął w 1989 roku, kiedy wspólnie z kolegami z reprezentacji zdobył srebrny medal w biegu drużynowym podczas MŚJ w Voss. W Pucharze Świata zadebiutował 16 grudnia 1989 roku w Obertilliach, gdzie zajął 73. miejsce w sprincie. Jeden raz stanął na podium indywidualnych zawodów PŚ: 21 stycznia 1993 roku w Anterselvie był trzeci w biegu indywidualnym. Wyprzedzili go jedynie dwaj Szwedzi: Ulf Johansson i Fredrik Kuoppa. Najlepsze wyniki osiągnął w sezonie 1992/1993, kiedy zajął 14. miejsce w klasyfikacji generalnej. W 1993 roku wystąpił na mistrzostwach świata w Borowcu, gdzie zajął jedenaste miejsce w biegu indywidualnym i ósme w biegu drużynowym. Nigdy nie wziął udziału w igrzyskach olimpijskich.

## Osiągnięcia

### Mistrzostwa świata
| Rok  | Miejscowość | Konkurencje | Konkurencje | Konkurencje | Konkurencje | Konkurencje | Konkurencje | Konkurencje |
| Rok  | Miejscowość | IN          | SP          | PU          | MS          | RL          | MR          | SR          |
| ---- | ----------- | ----------- | ----------- | ----------- | ----------- | ----------- | ----------- | ----------- |
| 1993 | Borowec     | 11.         | –           | nd.         | nd.         | –           | nd.         | –           |

### Puchar Świata

#### Miejsca w klasyfikacji generalnej
| Sezon     | Miejsce |
| --------- | ------- |
| 1989/1990 | -       |
| 1990/1991 | 66.     |
| 1991/1992 | 80.     |
| 1992/1993 | 14.     |
| 1993/1994 | 42.     |

#### Miejsca na podium chronologicznie
| Lp. | Dzień       | Rok  | Miejscowość | Konkurencja                | Lokata | Pudła   | Czas biegu | Strata  | Zwycięzca     |
| --- | ----------- | ---- | ----------- | -------------------------- | ------ | ------- | ---------- | ------- | ------------- |
| 1.  | 21 stycznia | 1993 | Anterselva  | Bieg indywidualny na 20 km | 3.     | 0+1+0+1 | 54:25,8    | +1:42,0 | Ulf Johansson |